# Pikkjärv, Jõgevamaa
Pikkjärv är en sjö i Estland.   Den ligger i landskapet Jõgevamaa, i den centrala delen av landet, 140 km sydost om huvudstaden Tallinn. Pikkjärv ligger 76 meter över havet.  Omgivningarna runt Pikkjärv är en mosaik av jordbruksmark och naturlig växtlighet.